# アドルフ・ヴィルヘルム (ザクセン＝アイゼナハ公)
アドルフ・ヴィルヘルム（ドイツ語：Adolf Wilhelm, 1632年5月15日 - 1668年11月21日）は、ザクセン＝アイゼナハ公（在位：1662年 - 1668年）。

## 生涯
アドルフ・ヴィルヘルムはザクセン＝ヴァイマル公ヴィルヘルムとエレオノーレ・ドロテア・フォン・アンハルト＝デッサウの四男として生まれた。
アドルフ・ヴィルヘルムは19歳のときに、フランスなど数か国を訪れた。その後、1656年にスウェーデン王カール10世（当時ポーランドに対する北方戦争に参加していた）に大佐として仕え、その勇気と勇敢さで知られた。しかし、フュン島で帝国大使と面会した後、アドルフは大佐の階級で帝国陸軍に転属した。1661年、アドルフ・ヴィルヘルムは再びスウェーデンを訪れ、カール10世はアドルフ・ヴィルヘルムに歩兵少将の地位を2,000タレントの報酬とともに提示したが、アドルフ・ヴィルヘルムは断った。
1662年に父ヴィルヘルムが死去し、アドルフ・ヴィルヘルムと兄ヨハン・エルンスト2世は父の遺領を分割した。アドルフ・ヴィルヘルムはアイゼナハとともに広大な庭を持つヴィルヘルムスブルク城を受け取り居城とした。弟ヨハン・ゲオルク1世およびベルンハルトは兄たちの公領から得られる収入の一部を与えられただけであった。

## 結婚と子女
1663年1月18日にヴォルフェンビュッテルにおいてブラウンシュヴァイク＝ヴォルフェンビュッテル公アウグスト2世の娘マリー・エリーザベトと結婚し、5子をもうけた。
- カール・アウグスト（1664年1月31日 - 1665年2月14日）
- フリードリヒ・ヴィルヘルム（1665年2月2日 - 1665年5月3日）
- アドルフ・ヴィルヘルム（1666年6月26日 - 1666年12月11日）
- エルンスト・アウグスト（1667年8月28日 - 1668年2月8日）
- ヴィルヘルム・アウグスト（1668年 - 1671年） - ザクセン＝アイゼナハ公

アドルフ・ヴィルヘルムはすべての息子を生後すぐに失っていたが、死の際に妃マリー・エリーザベトは5番目の子供を妊娠していた。アドルフ・ヴィルヘルムの死から8日後、ヴィルヘルム・アウグストと呼ばれる息子が生まれ、公位を（叔父ヨハン・ゲオルクの摂政の下で）継承したが、わずか2歳で死去した。未亡人マリー・エリーザベトは1676年にザクセン＝コーブルク公アルブレヒトと再婚した。